# Campionato del mondo rally 1980

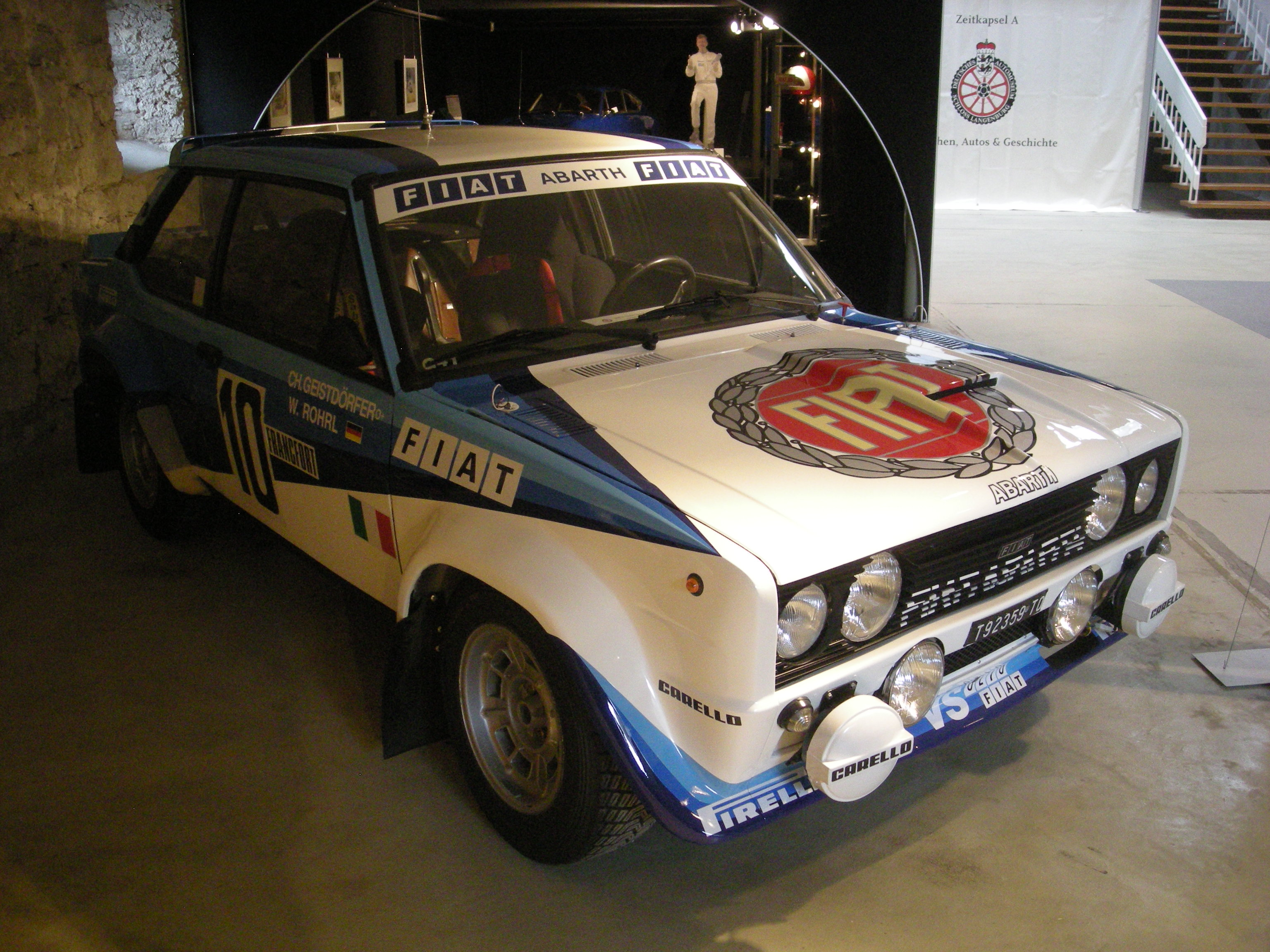
La Fiat 131 Abarth che vinse il titolo costruttori 1980 e che permise a Walter Röhrl di conquistare anche il titolo piloti

Il Campionato del mondo rally 1980 è stata la 8ª edizione del Campionato del mondo rally. La stagione si è svolta dal 19 gennaio al 14 dicembre, prevedendo 12 prove in altrettanti Paesi.
Lo svedese Björn Waldegård era il campione in carica, così come la Ford lo era per i costruttori.

Tuttavia la casa americana decide di abbandonare ufficialmente al termine della stagione 1979 in quanto la nuova vettura, la Escort Mk III a trazione anteriore, venne ritenuta non adatta a competere con la concorrenza; la FIAT ebbe pertanto campo libero per conquistare sia il titolo piloti con il tedesco Walter Röhrl sia il mondiale marche con la 131 Abarth Rally.

## Calendario[1]
Per la prima volta il mondiale sbarcò in Sudamerica con il Rally d'Argentina che sostituì il Rally del Canada disputatosi sino alla precedente stagione.
| Tappa | Data            | Rally                                  | Superficie       |
| ----- | --------------- | -------------------------------------- | ---------------- |
| 1     | 19-25 Gennaio   | 48ème Rallye Automobile de Monte-Carlo | Neve/asfalto     |
| 2     | 15-17 Febbraio  | 30th International Swedish Rally       | Neve             |
| 3     | 4-9 Marzo       | 14º Vinho do Porto Rallye de Portugal  | Sterrato/asfalto |
| 4     | 3-7 Aprile      | 28th Marlboro Safari Rally             | Sterrato         |
| 5     | 26-29 Maggio    | 27th Acropolis Rally                   | Sterrato         |
| 6     | 19-24 Luglio    | 2º Rally Codasur Ultra Movil YPF       | Sterrato         |
| 7     | 29-31 Agosto    | 30th Rally of the 1000 Lakes           | Sterrato         |
| 8     | 13-17 Settembre | 11th Motogard Rally of New Zealand     | Sterrato         |
| 9     | 6-11 Ottobre    | 22º Rallye Sanremo                     | Sterrato/asfalto |
| 10    | 24-25 Ottobre   | 24ème Tour de Corse                    | Asfalto          |
| 11    | 16-19 Novembre  | 36th Lombard RAC Rally                 | Sterrato         |
| 12    | 9-14 Dicembre   | 12ème Rallye Cote d'Ivoire             | Sterrato/asfalto |

## Risultati e classifiche

### Risultati e statistiche
| Gara | Nome rally                                                         | Podio | Podio                              | Podio                                         | Podio      | Statistiche | Statistiche           | Statistiche | Statistiche |
| Gara | Nome rally                                                         | Pos.  | Pilota                             | Squadra e vettura                             | Tempo      | Speciali    | Lunghezza             | Partiti     | Arrivati    |
| ---- | ------------------------------------------------------------------ | ----- | ---------------------------------- | --------------------------------------------- | ---------- | ----------- | --------------------- | ----------- | ----------- |
| 1    | 48ème Rallye Automobile de Monte-Carlo (19-25 Gennaio) — Resoconto | 1     | Walter Röhrl Christian Geistdörfer | Fiat Italia (Fiat 131 Abarth Rally)           | 8:42:20.0  | (33) 29     | (695.30 km) 595.30 km | 237         | 126         |
| 1    | 48ème Rallye Automobile de Monte-Carlo (19-25 Gennaio) — Resoconto | 2     | Bernard Darniche Alain Mahé        | Team Chardonnet (Lancia Stratos HF)           | +10:38.0   | (33) 29     | (695.30 km) 595.30 km | 237         | 126         |
| 1    | 48ème Rallye Automobile de Monte-Carlo (19-25 Gennaio) — Resoconto | 3     | Björn Waldegård Hans Thorszelius   | Fiat Italia (Fiat 131 Abarth Rally)           | +11:28.0   | (33) 29     | (695.30 km) 595.30 km | 237         | 126         |
| 2    | 30th International Swedish Rally (15-17 Febbraio) — Resoconto      | 1     | Anders Kulläng Bruno Berglund      | Opel Euro Händler (Opel Ascona 400)           | 4:17:52.0  | 29          | 413.50 km             | 146         | 79          |
| 2    | 30th International Swedish Rally (15-17 Febbraio) — Resoconto      | 2     | Stig Blomqvist Björn Cederberg     | Saab Scania (Saab 99 Turbo)                   | +1:30.0    | 29          | 413.50 km             | 146         | 79          |
| 2    | 30th International Swedish Rally (15-17 Febbraio) — Resoconto      | 3     | Björn Waldegård Hans Thorszelius   | Fiat Sweden (Fiat 131 Abarth Rally)           | +3:47.0    | 29          | 413.50 km             | 146         | 79          |
| 3    | 14º Vinho do Porto Rallye de Portugal (4-9 Marzo) — Resoconto      | 1     | Walter Röhrl Christian Geistdörfer | Fiat Italia (Fiat 131 Abarth Rally)           | 8:45:35.0  | 47          | 673.50 km             | 101         | 16          |
| 3    | 14º Vinho do Porto Rallye de Portugal (4-9 Marzo) — Resoconto      | 2     | Markku Alén Ilkka Kivimäki         | Fiat Italia (Fiat 131 Abarth Rally)           | +14:19.0   | 47          | 673.50 km             | 101         | 16          |
| 3    | 14º Vinho do Porto Rallye de Portugal (4-9 Marzo) — Resoconto      | 3     | Guy Fréquelin Jean Todt            | Talbot Cars GB (Talbot Sunbeam Lotus)         | +30:29.0   | 47          | 673.50 km             | 101         | 16          |
| 4    | 28th Marlboro Safari Rally (3-7 Aprile) — Resoconto                | 1     | Shekhar Mehta Mike Doughty         | DT Dobie Team Datsun (Datsun 160J)            | 3:27:00.0  | nd          | 5441.00 km            | 58          | 24          |
| 4    | 28th Marlboro Safari Rally (3-7 Aprile) — Resoconto                | 2     | Rauno Aaltonen Lofty Drews         | DT Dobie Team Datsun (Datsun 160J)            | +35:00.0   | nd          | 5441.00 km            | 58          | 24          |
| 4    | 28th Marlboro Safari Rally (3-7 Aprile) — Resoconto                | 3     | Vic Preston Jr. John Lyall         | DT Dobie Daimler-Benz (Mercedes-Benz 450 SLC) | +1:40:00.0 | nd          | 5441.00 km            | 58          | 24          |
| 5    | 27th Acropolis Rally (26-29 Maggio) — Resoconto                    | 1     | Ari Vatanen David Richards         | Rothmans Rally Team (Ford Escort RS1800)      | 12:55:44.0 | (56) 55     | (956.16 km) 946.96 km | 148         | 37          |
| 5    | 27th Acropolis Rally (26-29 Maggio) — Resoconto                    | 2     | Timo Salonen Seppo Harjanne        | N.I. Theocharakis (Datsun 160J)               | +2:42.0    | (56) 55     | (956.16 km) 946.96 km | 148         | 37          |
| 5    | 27th Acropolis Rally (26-29 Maggio) — Resoconto                    | 3     | Markku Alén Ilkka Kivimäki         | Fiat Italia (Fiat 131 Abarth Rally)           | +7:04.0    | (56) 55     | (956.16 km) 946.96 km | 148         | 37          |
| 6    | 2º Rally Codasur Ultra Movil YPF (19-24 Luglio) — Resoconto        | 1     | Walter Röhrl Christian Geistdörfer | Fiat Italia (Fiat 131 Abarth Rally)           | 12:48:36.0 | 14          | 1223.70 km            | 89          | 23          |
| 6    | 2º Rally Codasur Ultra Movil YPF (19-24 Luglio) — Resoconto        | 2     | Hannu Mikkola Arne Hertz           | Daimler-Benz (Mercedes-Benz 450 SLC)          | +15:59.0   | 14          | 1223.70 km            | 89          | 23          |
| 6    | 2º Rally Codasur Ultra Movil YPF (19-24 Luglio) — Resoconto        | 3     | Carlos Reutemann Mirko Perissutti  | Fiat Italia (Fiat 131 Abarth Rally)           | +46:50.0   | 14          | 1223.70 km            | 89          | 23          |
| 7    | 30th Rally of the 1000 Lakes (29-31 Agosto) — Resoconto            | 1     | Markku Alén Ilkka Kivimäki         | Fiat Rally / ASA (Fiat 131 Abarth Rally)      | 4:24.11.0  | 48          | 472.20 km             | 124         | 68          |
| 7    | 30th Rally of the 1000 Lakes (29-31 Agosto) — Resoconto            | 2     | Ari Vatanen David Richards         | Rothmans Rally Team (Ford Escort RS1800)      | +56.0      | 48          | 472.20 km             | 124         | 68          |
| 7    | 30th Rally of the 1000 Lakes (29-31 Agosto) — Resoconto            | 3     | Per Eklund Hans Sylvan             | British Leyland Cars (Triumph TR7 V8)         | +11:14.0   | 48          | 472.20 km             | 124         | 68          |
| 8    | 11th Motogard Rally of New Zealand (13-17 Settembre) — Resoconto   | 1     | Timo Salonen Seppo Harjanne        | Team Datsun (Datsun 160J)                     | 12:06:57.0 | 41          | 1034.00 km            | 85          | 43          |
| 8    | 11th Motogard Rally of New Zealand (13-17 Settembre) — Resoconto   | 2     | Walter Röhrl Christian Geistdörfer | Fiat Italia (Fiat 131 Abarth Rally)           | +2:41.0    | 41          | 1034.00 km            | 85          | 43          |
| 8    | 11th Motogard Rally of New Zealand (13-17 Settembre) — Resoconto   | 3     | Hannu Mikkola Arne Hertz           | Cable-Price Corp. (Mercedes-Benz 450 SLC)     | +22:25.0   | 41          | 1034.00 km            | 85          | 43          |
| 9    | 22º Rallye Sanremo (6-11 Ottobre) — Resoconto                      | 1     | Walter Röhrl Christian Geistdörfer | Jolly Club (Fiat 131 Abarth Rally)            | 10:22:42.0 | (51) 49     | 800.60 km             | 77          | 19          |
| 9    | 22º Rallye Sanremo (6-11 Ottobre) — Resoconto                      | 2     | Ari Vatanen David Richards         | Rothmans Rally Team (Ford Escort RS1800)      | +6:35.0    | (51) 49     | 800.60 km             | 77          | 19          |
| 9    | 22º Rallye Sanremo (6-11 Ottobre) — Resoconto                      | 3     | Hannu Mikkola Arne Hertz           | Rothmans Rally Team (Ford Escort RS1800)      | +14:10.0   | (51) 49     | 800.60 km             | 77          | 19          |
| 10   | 24ème Tour de Corse (24-25 Ottobre) — Resoconto                    | 1     | Jean-Luc Thérier Michel Vial       | Team Esso (Porsche 911 SC)                    | 14:51:43.0 | 18          | 1128.10 km            | 122         | 16          |
| 10   | 24ème Tour de Corse (24-25 Ottobre) — Resoconto                    | 2     | Walter Röhrl Christian Geistdörfer | Alitalia Fiat (Fiat 131 Abarth Rally)         | +10:23.0   | 18          | 1128.10 km            | 122         | 16          |
| 10   | 24ème Tour de Corse (24-25 Ottobre) — Resoconto                    | 3     | Alain Coppier Josépha Laloz        | Team Esso (Porsche 911 SC)                    | +25:38.0   | 18          | 1128.10 km            | 122         | 16          |
| 11   | 36th Lombard RAC Rally (16-19 Novembre) — Resoconto                | 1     | Henri Toivonen Paul White          | Talbot Cars GB (Talbot Sunbeam Lotus)         | 8:17:33.0  | (70) 55     | (708.09 km) 693.77 km | 142         | 48          |
| 11   | 36th Lombard RAC Rally (16-19 Novembre) — Resoconto                | 2     | Hannu Mikkola Arne Hertz           | Ford Escort RS1800                            | +4:36.0    | (70) 55     | (708.09 km) 693.77 km | 142         | 48          |
| 11   | 36th Lombard RAC Rally (16-19 Novembre) — Resoconto                | 3     | Guy Fréquelin Jean Todt            | Talbot Cars GB (Talbot Sunbeam Lotus)         | +13:51.0   | (70) 55     | (708.09 km) 693.77 km | 142         | 48          |
| 12   | 12ème Rallye Cote d'Ivoire (9-14 Dicembre) — Resoconto             | 1     | Björn Waldegård Hans Thorszelius   | SEACI Mercedes-Benz 500 SLC                   | 2:36:00.0  | -           | 5226.00 km            | 52          | 11          |
| 12   | 12ème Rallye Cote d'Ivoire (9-14 Dicembre) — Resoconto             | 2     | Jorge Recalde Nestor Straimel      | Mercedes-Benz 500 SLC                         | +1:11:00.0 | -           | 5226.00 km            | 52          | 11          |
| 12   | 12ème Rallye Cote d'Ivoire (9-14 Dicembre) — Resoconto             | 3     | Alain Ambrosino Jean-Robert Bureau | SARI Peugeot Peugeot 504 V6 Coupé             | +2:41:00.0 | -           | 5226.00 km            | 52          | 11          |

### Classifiche

#### Classifica Piloti[7]
Erano assegnati punti ai primi dieci classificati nel seguente ordine: 20 - 15 - 12 - 10 - 8 - 6 - 4 - 3 - 2 - 	1.

Venivano inoltre considerati soltanto i migliori sette risultati ottenuti .
| Pos | Pilota               | MON | SWE | PRT | KEN   | GRE   | ARG   | FIN   | NZL | ITA | FRA | GBR   | CIV   | Punti |
| --- | -------------------- | --- | --- | --- | ----- | ----- | ----- | ----- | --- | --- | --- | ----- | ----- | ----- |
| 1   | Walter Röhrl         | 1   |     | 1   |       | 5     | 1     |       | 2   | 1   | 2   | NP    |       | 118   |
| 2   | Hannu Mikkola        | Rit | 4   | Rit | (Rit) | (Rit) | 2     | (Rit) | 3   | 3   |     | 2     | (Rit) | 64    |
| 3   | Björn Waldegård      | 3   | 3   | 4   | 10    | Rit   | (Rit) |       | 5   |     |     | (Rit) | 1     | 63    |
| 4   | Ari Vatanen          | Rit |     | Rit |       | 1     |       | 2     |     | 2   |     | Rit   |       | 50    |
| 5   | Anders Kulläng       | 4   | 1   | Rit |       | 4     |       | Rit   |     | Rit |     | 5     |       | 48    |
| 6   | Markku Alén          | Rit |     | 2   |       | 3     | Rit   | 1     |     | Rit |     | NP    |       | 47    |
| 7   | Timo Salonen         |     | 7   | Rit |       | 2     |       | 6     | 1   | Rit | Rit | (Rit) |       | 45    |
| 8   | Guy Fréquelin        | Rit |     | 3   |       |       |       |       |     | 4   | Rit | 3     |       | 34    |
| 9   | Shekhar Mehta        |     |     |     | 1     | Rit   | 4     |       |     |     |     |       | Rit   | 30    |
| 10  | Henri Toivonen       |     |     | Rit |       |       |       | Rit   |     | 5   |     | 1     |       | 28    |
| 11  | Per Eklund           | 5   | 8   | Rit |       |       |       | 3     |     |     |     | Rit   | 7     | 27    |
| 12  | Jean-Luc Thérier     | Rit |     | Rit |       | Rit   |       |       |     |     | 1   |       |       | 20    |
| 13  | Vic Preston Jr.      |     |     |     | 3     | 14    |       |       |     |     |     |       | 5     | 20    |
| 14  | Jorge Recalde        |     |     | 8   |       | 12    | Rit   |       |     | NP  |     |       | 15    | 18    |
| 15  | Björn Johansson      |     | 5   |     |       |       |       | 4     |     |     |     | Rit   |       | 18    |
| 16  | Bernard Darniche     | 2   |     | Rit |       | Rit   |       |       |     |     | Rit |       |       | 15    |
| 17  | Stig Blomqvist       |     | 2   |     |       |       |       |       |     |     |     | Rit   |       | 15    |
| 18  | Rauno Aaltonen       |     |     | 2   |       |       |       |       |     |     |     |       |       | 15    |
| 19  | Attilio Bettega      | 6   |     | Rit |       | 8     | Rit   |       |     | 6   | Rit | NP    |       | 15    |
| 20  | Alain Coppier        | 9   |     |     |       |       |       |       |     |     | 3   |       |       | 14    |
| 21  | Carlos Reutemann     |     |     |     |       |       | 3     |       |     |     |     |       |       | 12    |
| 22  | Alain Ambrosino      |     |     |     |       |       |       |       |     |     |     |       | 3     | 12    |
| 23  | Michèle Mouton       | 7   |     |     |       |       |       |       |     |     | 5   |       |       | 12    |
| 24  | Ove Andersson        |     |     | 6   |       | 6     |       |       |     |     |     |       | Rit   | 12    |
| 25  | Jean-Claude Lefèbvre |     |     |     |       | Rit   | 5     |       |     |     |     |       | 8     | 11    |

| Colore  | Risultato             |
| ------- | --------------------- |
| Oro     | Vincitore             |
| Argento | 2º posto              |
| Bronzo  | 3º posto              |
| Verde   | Finito a punti        |
| Blu     | Finito senza punti    |
| Viola   | Ritirato (Rit)        |
| Viola   | Non classificato (NC) |
| Rosso   | Non qualificato (NQ)  |
| Nero    | Squalificato (SQ)     |
| Bianco  | Non partito (NP)      |
| Bianco  | Non ha gareggiato     |
| Bianco  | Infortunato (INF)     |
| Bianco  | Escluso (ES)          |
| Bianco  | Gara cancellata (C)   |

#### Classifica Costruttori[7]
Venivano considerati soltanto i migliori sette risultati ottenuti; inoltre i Rally di Svezia e di Finlandia non assegnavano punti per il campionato costruttori .
| Pos | Costruttore     | MON | SWE | PRT | KEN | GRE | NZL | FIN | CAN | ITA | FRA | GBR | CIV | Punti |
| --- | --------------- | --- | --- | --- | --- | --- | --- | --- | --- | --- | --- | --- | --- | ----- |
| 1   | FIAT            | 1   | -   | 1   |     | 3   | 1   | -   | 2   | 1   | 2   |     |     | 120   |
| 2   | Datsun          |     | -   |     | 1   | 2   | 4   | -   | 1   |     | 6   | 8   | 10  | 93    |
| 3   | Ford            | 9   | -   | 7   |     | 1   | 6   | -   | 7   | 2   |     | 2   |     | 90    |
| 4   | Mercedes-Benz   |     | -   | 4   | 3   |     | 2   | -   | 3   |     |     |     | 1   | 79    |
| 5   | Opel            | 4   | -   |     | 5   | 4   |     | -   |     | 8   | 9   | 5   |     | 71    |
| 6   | Talbot          |     | -   | 3   |     |     |     | -   |     | 4   |     | 1   |     | 49    |
| 7   | Toyota          |     | -   | 6   |     | 6   |     | -   |     |     |     |     | 4   | 32    |
| 8   | Peugeot         |     | -   |     |     | 10  | 5   | -   |     |     |     |     | 3   | 30    |
| 9   | Porsche         | 9   | -   |     |     |     |     | -   |     |     | 1   |     |     | 28    |
| 10  | Lancia          | 2   | -   |     |     |     | 9   | -   |     |     |     |     |     | 20    |
| 11  | Vauxhall        |     | -   |     |     |     |     | -   | 6   |     |     | 10  |     | 22    |
| 12  | Volkswagen      | 5   | -   |     |     |     |     | -   |     |     |     |     |     | 14    |
| 13  | Renault         |     | -   |     |     |     |     | -   |     |     | 4   |     |     | 12    |
| 14  | British Leyland |     | -   |     |     |     |     | -   |     |     |     | 7   |     | 9     |
| 15  | Mitsubishi      |     | -   |     |     |     |     | -   | 10  |     |     |     | 9   | 9     |
| 16  | FSO             |     | -   | 10  |     |     |     | -   |     |     |     |     |     | 2     |

| Colore  | Risultato             |
| ------- | --------------------- |
| Oro     | Vincitore             |
| Argento | 2º posto              |
| Bronzo  | 3º posto              |
| Verde   | Finito a punti        |
| Blu     | Finito senza punti    |
| Viola   | Ritirato (Rit)        |
| Viola   | Non classificato (NC) |
| Rosso   | Non qualificato (NQ)  |
| Nero    | Squalificato (SQ)     |
| Bianco  | Non partito (NP)      |
| Bianco  | Non ha gareggiato     |
| Bianco  | Infortunato (INF)     |
| Bianco  | Escluso (ES)          |
| Bianco  | Gara cancellata (C)   |

## Galleria d'immagini

Walter Röhrl su Fiat 131 Abarth, vincitore al Rally di Sanremo 1980
Ari Vatanen su Ford Escort RS1800 al Rally di Sanremo 1980
Henri Toivonen su Talbot Sunbeam Lotus al Rally di Sanremo 1980
Anders Kulläng su Opel Ascona 400 al Rally di Sanremo 1980
Markku Alén sulla Fiat 131 Abarth del team "4 Rombi Corse" al Rally di Sanremo 1980
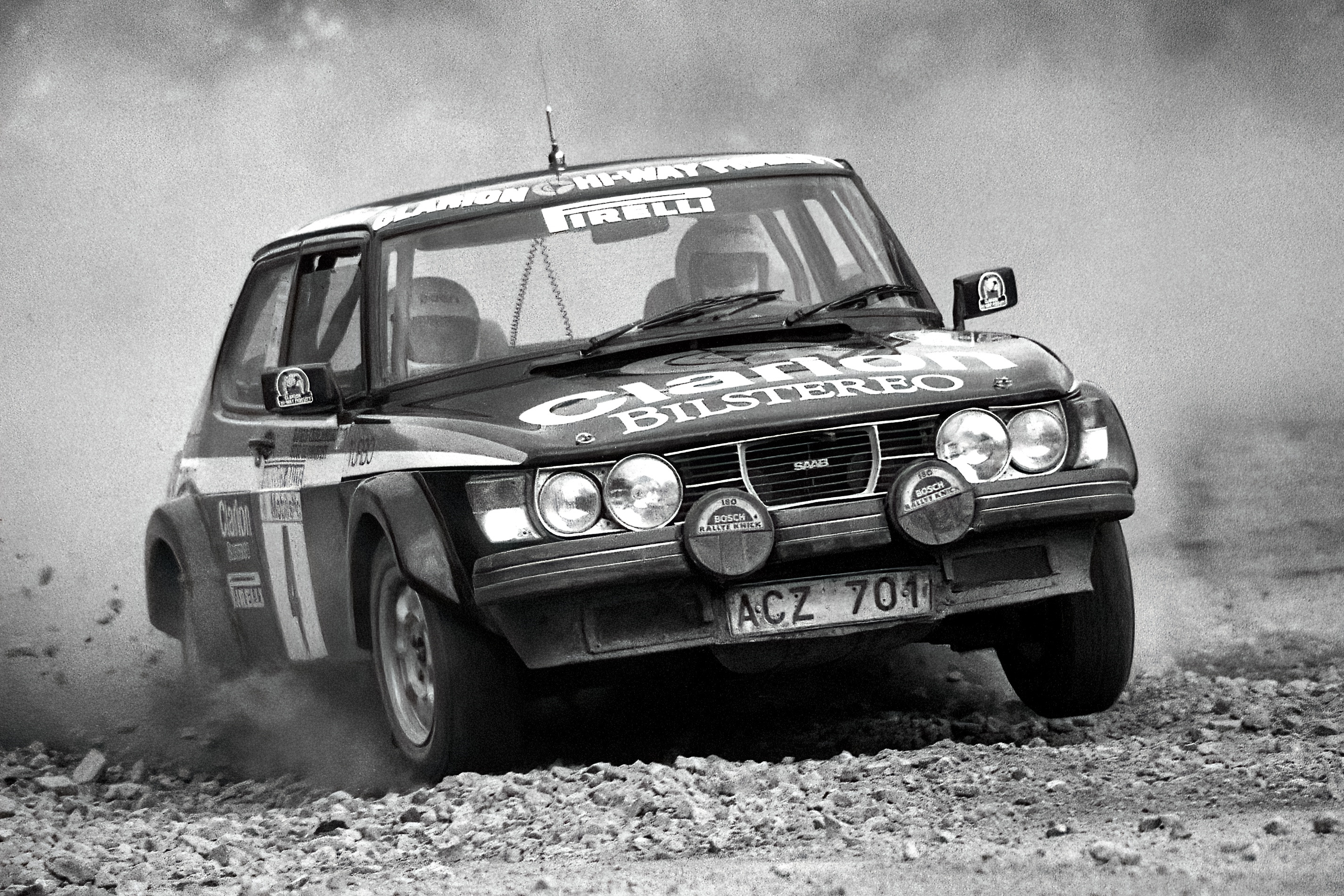
La Saab 99 Turbo di Stig Blomqvist del 1980, qui in gara in un rally minore